# Domachowo (województwo zachodniopomorskie)
Domachowo (niem.: Hanshagen) – wieś sołecka w Polsce położona w województwie zachodniopomorskim, w powiecie koszalińskim, w gminie Polanów.
W latach 1975–1998 wieś położona była w województwie koszalińskim.

## Zabytki
- pałac, z parkiem z XIX w.[4]